# باربرا أونيل
باربرا أونيل (من مواليد 28 يوليو 1953) هي مروجة أسترالية للطب البديل تروج لممارسات صحية غير مدعومة بأدلة علمية وُصفت بأنها معلومات مضللة وخطرة على الصحة والسلامة من قبل لجنة شكاوى الرعاية الصحية في نيو ساوث ويلز. لا تحمل أي مؤهلات معترف بها ولم تُكمل تدريبها في مجال التمريض. قدمت ادعاءاتها في منظمات الطب البديل، مراكز الاستشفاء والكنائس السبتية. وهي متزوجة من مايكل أونيل مؤسس حزب حزب هارت الذي أُغلق لاحقاً، وهو حزب سياسي مناهض للتطعيم ومناهضة لاستخدام فلوريد.
في عام 2019، قررت لجنة شكاوى الرعاية الصحية في نيو ساوث ويلز حظرها من تقديم أي خدمات متعلقة بالصحة بعد تلقي العديد من الشكاوى من الأشخاص والمهنيين الصحيين. كشفت التحقيقات أنها قدمت نصائح خطيرة للمرضى مثل مطالبة مرضى السرطان بالتوقف عن العلاج الكيميائي الموصوف واستبداله باستخدام بيكربونات الصوديوم، وأوصت بإعطاء الرضع حليب الماعز الخام. كما كشفت التحقيقات عن افتقارها لأي مؤهلات طبية وعدم التزامها بالمعايير المطلوبة للمهنيين الصحيين غير المسجلين.

## أنشطة
تروج أونيل لنفسها بأنها طبيبة طب بديل، وأخصائية تغذية، ومعلمة صحية مُنذ عام 2004 على الأقل على الرغم من عدم امتلاكها أي مؤهلات أو شهادات ذات صلة. ورفضت باربرا الادعاء بأن ادعاءاتها غير مدعومة لكنها اعترفت بعدم قدرتها على تقديم أي دليل عند التحقيق معها من قبل لجنة شكاوى الرعاية الصحية.
أدارت منتجع ميستي ماونتن الصحي بالقرب من كيمبسي مع زوجها وكانت تتقاضى من العملاء ما يصل إلى 1,590 دولار للشخص الواحد مقابل إقامة لمدة أسبوع، و5,720 دولار لشخصين لمدة أسبوعين. كما تُقدم استشارات هاتفية مدفوعة. ووفقًا لموقعها الإلكتروني، قدمت خدمات إزالة السموم مدعية أنها تساعد في التعافي من أمراض القلب، السكري، أمراض الغدد الصماء، متلازمة التعب المزمن، مبيضة بيضاء/الفطريات، إدمان المخدران، السرطان، حرقة المعدة والسمنة.
شُوهدت مقاطعها بعروضها التقديمية أكثر من 700,000 مرة على الرغم من الحظر الذي فرضته لجنة شكاوى الرعاية الصحية. وباعتبارها عضوة في الكنيسة السبتية فقد تحدثت أيضًا في الكنائس. عملت سابقًا في منتجعات صحية في أستراليا قبل أن تُمنع من القيام بذلك من قبل اللجنة لكنها استمرت في تنظيمها في نيوزيلندا والولايات المتحدة. كما نشرت العديد من الكتب حول الصحة والتغذية تضمنت ادعاءات ونصائح خطيرة.
في الشهر الذي تلا قرار لجنة شكاوى الرعاية الصحية، كان من المقرر أن تنظم أونيل برنامج عافية في الولايات المتحدة بتكلفة 2,350 دولار للشخص الواحد. واستمرت أونيل في تقديم برامج تستهدف مرضى السرطان في الولايات المتحدة حتى يوليو 2023 بتكلفة تقارب 6,000 دولار أمريكي للشخص الواحد. كما تقدم أونيل خدماتها في جزر كوك.

## ادعاءات غير مثبتة

### السرطان
وفقًا لتحقيق لجنة شكاوى الرعاية الصحية ادعت أونيل زورًا قدرتها على علاج السرطان وحثت عملاءها على عدم استخدام العلاج الكيميائي.
روجت أونيل لادعاء غير مثبت بأن السرطان هو فطر يمكن علاجه باستخدام بيكربونات الصوديوم. كما زعمت، دون أي دليل أن أحد الأطباء عالج 90% من مرضى السرطان باستخدام حقن بيكربونات الصوديوم. وشجعت عملاءها أيضًا على علاج السرطان من خلال اتباع نظام غذائي منخفض الكربوهيدرات لمدة ستة أسابيع.
في أواخر عام 2019، كُشف عن وفاة رجل من جزر كوك كان يعاني من سرطان المرحلة الرابعة بعد اتباعه نصائح أونيل حيث رفض التدخل الطبي وحاول علاج مرضه باستخدام بيكربونات الصوديوم، وعصير الليمون، والماء المغلي. ويدعي مؤيدو أونيل أنه كان في هدأة المرض لمدة عامين قبل وفاته.

### التطعيم
شجعت أونيل على عدم التطعيم مدعية أن جميع اللقاحات ضارة وتُسبب مجموعة من الحالات الصحية. في أحد مقاطع الفيديو على يوتيوب قالت بأن «الأطفال يمكنهم الحصول على تطعيم طبيعي ضد الكزاز بشرب كميات كبيرة من الماء، والنوم المبكر، وتجنب الطعام المرذول والركض في التلال.»
عارضت أونيل مبادرة لا تطعيم، لا دعم مالي [الإنجليزية] التي تُشترط فيها تطعيمات الأطفال بشكل مُحدّث للحصول على معظم المساعدات أو الامتيازات الضريبية للأسر. كما ارتبطت بحزب هارت وهو حزب سياسي معروف بدعمه للطب البديل ومعارضته للتطعيم وقد واجه انتقادات كبيرة من الجمعيات الطبية والمتخصصين في الرعاية الصحية.

### مضادات حيوية
في العديد من مقاطع الفيديو الخاصة بها على يوتيوب تحث أونيل على عدم استخدام المضادات الحيوية مروجة لادعاء غير مُثبت بأنها تسبب السرطان. كما صرحت للنساء الحوامل بعدم ضرورة تناول المضادات الحيوية لعلاج عدوى المكورات العقدية قائلة: «لم يمت أي طفل من الإصابة بعدوى المكورات العقدية أثناء الولادة.»
ومع ذلك، تُظهر إحصائيات الكلية الملكية الأسترالية والنيوزيلندية لأطباء التوليد وأمراض النساء [الإنجليزية] أن 14% من الأطفال حديثي الولادة الذين يصابون بعدوى المكورات العقدية ب في بدايتها يموتون وأن استخدام المضادات الحيوية يمكن أن يقلل من هذا الخطر بشكل كبير.

### نصائح غذائية للرضع
أوصت باربرا أونيل الأمهات غير القادرين على الرضاعة الطبيعية باستخدام بدائل غير الحليب الصناعي. تضمنت هذه البدائل حليب الماعز الخام ومزيجًا من حليب اللوز مع التمر أو الموز. وصرّحت البروفيسورة جين سكوت المؤلفة المشاركة في إرشادات تغذية الرضع الصادرة عن المجلس القومي الأسترالي للبحوث الصحية والطبية بأن هذه النصائح «غير آمنة إطلاقًا» وأن «هناك خطرًا حقيقيًا على الرضع حيثُ إن هذه البدائل لا تدعم النمو الصحي.»

## التحقيقات الجنائية

### تحقيق لجنة شكاوى الرعاية الصحية
بين أكتوبر 2018 ويناير 2019، تلقت لجنة شكاوى الرعاية الصحية في نيو ساوث ويلز عدة شكاوى من ممارسين صحيين وبعض الأشخاص حول نصائح باربرا الصحية. تضمنت الشكاوى ادعاءً بأن نصائحها المتعلقة بتغذية الرضع قد تُسبب الوفاة إذا تم اتباعها حيثُ صرحت أونيل أن تعليماتها لم تكن تستند إلى أي إرشادات أو أدلة.
وجدت اللجنة أن بعض توصياتها كانت مبنية على أفكار تبناها توليو سيمونسيني [الإنجليزية] وهو طبيب أورام إيطالي سابق ومعالج بالطب البديل سُجن بتهمة الاحتيال والقتل غير العمد بعد وفاة أحد مرضاه. كما استندت بعض نصائحها إلى آراء أطباء تمت مقاضاتهم من قبل مرضى لعدم تقديم العلاج المناسب. وعندما أشارت اللجنة إلى هذه الحقائق أمام باربرا صرحت بأنها سوف تستمر في استخدام نصائحهم.
وجدت اللجنة أن باربرا تجاوزت حدود تدريبها وخبرتها في تقديم النصائح الطبية كما أنها لم تلتزم بالمتطلبات القانونية المتعلقة بتوثيق النصائح الطبية التي قدمتها. وعلى الرغم من ادعاء باربرا حصولها على شهادات دبلوم في الطب الطبيعي والتغذية وعلم الحمية من مؤسستين تم إغلاقهما، أكدت اللجنة أنها لا تمتلك أي مؤهلات معترف بها في مجال الطب.
ادعت أونيل أنها كانت تقدم للعملاء معلومات فقط وليس نصائح صحية، وأنها لم تزعم أبدًا قدرتها على علاج السرطان.

#### قرار الحظر
خلصت لجنة شكاوى الرعاية الصحية إلى أن تصرفات أونيل انتهكت خمسة بنود من مدونة السلوك لممارسي الصحة غير المسجلين وأنها تمثل خطرًا على صحة وسلامة الناس.
في 24 سبتمبر 2019، حظرت اللجنة باربرا بشكل دائم من تقديم خدمات أو تعليمات طبية بأي صفة كانت سواء كانت مدفوعة أو غير مدفوعة. ويشمل ذلك إلقاء المحاضرات أو الخطابات العامة أو التعامل مع العملاء.
صرح متحدث باسم اللجنة بأن أنشطة باربرا تخضع لمراقبة دقيقة، وأن أمر الحظر ينطبق على نيو ساوث ويلز، فيكتوريا، كوينزلاند وجنوب أستراليا. وأضاف: «بشكل عام، إذا كان المحتوى متاحًا عبر الإنترنت في [تلك الولايات]، فإنه يُعد بمثابة تقديم خدمة صحية. وأي تقديم لتعليمات طبية أو خدمات صحية بأي شكل من الأشكال سيُعتبر انتهاكًا لأمر الحظر المفروض عليها.»
بعد القرار، أطلقت باربرا عريضة عبر الإنترنت تدعو اللجنة إلى التراجع عن قرارها. وفي تعليق مرفق بالعريضة، قالت أونيل: «قد يبدو الوضع مظلمًا الآن، لكن الله العظيم لن يسمح بزوال الحقيقة الصحية العظيمة مهما كانت محاولات البشر.» كما ادعت في تصريحاتها للصحافة أنها ضحية لحملة دعائية مشابهة لأساليب النازيين.

### لجنة الجمعيات الخيرية الأسترالية والمنظمات غير الربحية
في أواخر عام 2019، خضع منتجع ميستي ماونتن الصحي الذي تديره أونيل وزوجها للتحقيق من قبل اللجنة الأسترالية للجمعيات الخيرية وغير الربحية بسبب مزاعم بانتهاكات لقانون الجمعيات الخيرية الأسترالي. بصفته جمعية خيرية مخصصة لتعزيز الصحة حصل المنتجع على منح حكومية وإعفاءات ضريبية متنوعة. في دفاعه عن وضعه، ادعى المنتجع أنه قدم استشارات في مجالات التغذية، الرياضة، والصحة إلى الأبورجين وسكان جزر مضيق توريس والأشخاص الذين يعانون من أمراض مزمنة أو دائمة وأنه كان يُعرف سابقًا باسم "مركز الشفاء للأبورجين".
على الرغم من أن قرار لجنة شكاوى الرعاية الصحي منع أونيل من تقديم أو الترويج لخدماتها، استمرت في الإعلان عن خدماتها عبر موقعها الإلكتروني وموقع منتجع ميستي ماونتن الصحي.

### جزر كوك
في أكتوبر 2019، أعربت جوزفين هيرمان [الإنجليزية] وزيرة الصحة في جزر كوك عن قلقها بعد اكتشاف أن أونيل كانت تُنظم ورش عمل صحية في راروتونغا وأحالت القضية للتحقيق. أثارت هيرمان مخاوف حول مدى أهلية أونيل لتقديم خدمات صحية بما في ذلك المتطلبات القانونية مثل شهادة الممارسة السنوية وغيرها من الوثائق.